# The Sandlot
The Sandlot (Brasil: Se Brincar o Bicho Morde ) é um filme de aventura americano dirigido por David Mickey Evans e lançado em 1993.

## Sinopse
Em 1962, Scotty Smalls (Tom Guiry), um aluno da quinta série, se muda para uma nova cidade com seus pais (Karen Allen e Denis Leary). Os meninos do setor começam a chamá-lo de "Memorando", pois ele não sabia jogar beisebol. Mas tudo muda quando o líder da gangue de Benjamin (Mike Vitar) pede que ele brinque com eles no terreno baldio do bairro. É o começo de um verão mágico de beisebol, aventuras selvagens, primeiros beijos e confrontos aterradores com a besta assustadora e seu dono, Sr. Mertle (James Earl Jones), que mora em uma terra que faz fronteira com a energia solar, que é separada por uma grande cerca. Em pouco tempo eles se tornam amigos inseparáveis, Scotty se junta à equipe e seu líder se torna uma lenda local.

## Elenco

### A equipe de beisebol solar
- Tom Guiry como Scott "Scotty", o garoto tímido e novo da cidade. Ele usa um boné do Cleveland Indians que Benny lhe dá.
- Mike Vitar como Benjamin Franklin "Benny the Jet" Rodriguez, o líder da gangue. Benny usa um boné do time do Los Angeles Dodgers, onde jogará quando adulto.
- Patrick Renna como Hamilton "Ham" Porter, o garoto obeso que é o treinador da equipe. Ele se tornará um lutador profissional com o nome "O Grande Bambino". Ham usa um boné do New York Yankees.
- Chauncey Leopardi como Michael "Squints" Palledorous, um garoto esperto usando óculos escuros de armação preta. Ele tem um grande sucesso com Wendy Peffercorn, com quem rouba um beijo e com quem ele se casará, ele terá uma farmácia. Squints usa um boné preto sem logotipo.
- Marty York como Alan "Yeah-Yeah" McClennan, recebeu seu apelido porque antes de responder algo, ele diz "yeah-yeah". Ele se alista no exército, então ele é o inventor do Bungee jumping. Yeah-Yeah ocasionalmente usa um boné creme sem logotipo.
- Brandon Quintin Adams como Kenny DeNunez, arremessador do time. Ele jogou beisebol triplo A, mas nunca chegou às principais ligas. Quando adulto, ele administra seu próprio negócio e treina seu filho em pequenas ligas com a equipe "The Heaters". DeNunez usa boné do Kansas City Monarchs.
- Grant Gelt como Bertram Grover Weeks, usa óculos como Squints, mas armação fina. Ele cresce onbesionado com os anos 60 e não é visto novamente. Bertram usa um boné do Los Angeles Angels of Anaheim.
- Victor DiMattia como Timmy Timmons, irmão mais velho de Tommy. Ele se tornará um arquiteto. Timmy, como Ham, usa um boné dos Yankees.
- Shane Obedzinski como Tommy "Repete" Timmons, o garoto mais novo e menor do time e o irmão mais novo de Timmy. Ele recebe o apelido de repetir cada palavra que seu irmão diz. Cresce como empreiteiro de construção. Tommy ocasionalmente veste um boné verde sem logotipo.

### Outros trabalhos
- Arliss Howard como Scott "Scotty" Smalls adulto, é comentarista do Los Angeles Dodgers.
- Denis Leary como Bill, o padrasto de Scott.
- Karen Allen como mãe de Scott.
- James Earl Jones como Sr. Mertle, proprietário de "A Besta" / "Hércules".
- Marley Shelton como Wendy Peffercorn, salva-vidas da piscina da vila. A futura esposa de Squints.
- Art LaFleur como Babe Ruth, o lendário jogador de beisebol que os meninos mais admiram. Apesar de ter morrido muitos anos antes, inspira Benny em um sonho.
- Wil Horneff como Phillips, o líder do time de beisebol rival. Ele compartilha um antagonismo particular com Ham, com quem troca insultos toda vez que se encontram.

## Recepção
No Rotten Tomatoes, o filme possui uma classificação de aprovação de 61% dos críticos com base em 54 críticas, com uma classificação média de 5,92 / 10, mas uma classificação de aprovação de 89% da Audiência, com base em mais de 261.000 críticas. O consenso crítico do site diz: "Pode ser vergonhosamente derivado e excessivamente nostálgico, mas The Sandlot é, no entanto, uma aventura de amadurecimento genuinamente doce e engraçada".